# جوان (فلم)
جوان  هو فيلم إثارة واكشن هندي لعام 2023، من سناريو وإخراج آتلي كومار، وهو الظهور الأول له كمخرج في بوليوود، من بطولة شاه روخ خان، وفيجاي سيثيباثي، ونايانتارا، وسانيا مالهوترا وبرياماني، الموسيقى من ألحان أنايرود.

## طاقم التمثيل
- شاه روخ خان
- فيجاي سيثيباثي
- نايانتارا
- سانيا مالهوترا
- برياماني
- سونيل غروفر
- فيجاي النقش
- سانجاي دوت مظهر حجاب

## روابط خارجية
- مقالات تستعمل روابط فنية بلا صلة مع ويكي بيانات